# Polina Zjemtsjoezjina

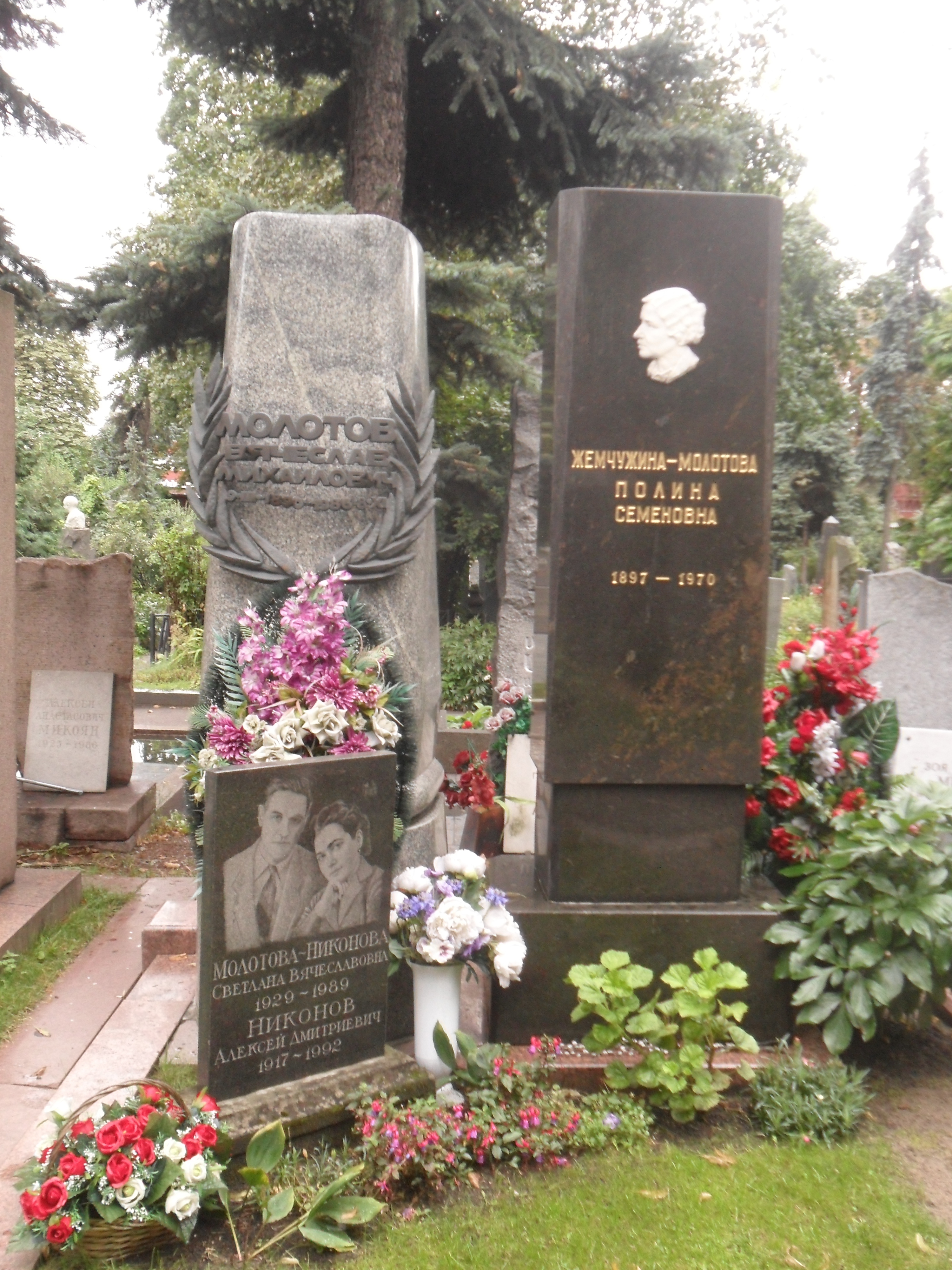
graf van Polina Zjemtsjoezjina

Polina Semjonovna Zjemtsjoezjina (Russisch: Полина Семеновна Жемчужина), geboren als Perl Solomonovna Karpovskaja (Russisch: Перл Соломоновна Карповская) (Zjemtsjoeg is Russisch voor 'parel', om het minder opvallend te laten zijn dat Karpovskaja Joods was, koos zij voor het veranderen van haar achternaam in een Russische variant van haar voornaam, en haar voornaam aan te passen naar een meer gangbare naam), (Pologi, 27 februari 1897 - Moskou, 1 april 1970) was de vrouw van Sovjet-staatsman Vjatsjeslav Molotov.
Ze werd geboren in het dorp Pologi, dat tegenwoordig in Oekraïne ligt. Haar vader was een kleermaker van Joodse komaf. Ze werd in 1918 lid van de communistische partij en werkte als propaganda-commissaris in het Rode Leger.
In 1921 trouwde ze met Vjatsjeslav Molotov, die toen al lid was van het Centraal Comité van de communistische partij. Ze maakte carrière en werd in 1939 de eerste vrouwelijke volkscommissaris (dat wil zeggen minister) - namelijk van Visserij.
Dictator Stalin vond haar verdacht, zeker toen haar zuster in de jaren 20 naar het mandaatgebied Palestina verhuisde. Stalin adviseerde Molotov om van zijn vrouw te scheiden, maar die weigerde. Op 10 augustus 1939 hield het Politbureau een geheime zitting waarop Zjemtsjoezina's vermeende 'contacten met spionnen' werden besproken. De geheime dienst NKVD deed onderzoek en arresteerde een aantal van Zjemtsjoezjina's collega's. Maar dat leverde niet genoeg 'bewijs' tegen haar op, en het Politbureau besloot de zaak te sluiten.
Tijdens de Tweede Wereldoorlog ondersteunde Zjemtsjoezjina het Joods Antifascistisch Comité en vanaf 1948 raakte ze goed bevriend met Golda Meïr, de eerste Israëlische ambassadeur in de Sovjet-Unie en latere premier van Israël.
In 1948 begon Stalin aan een anti-Joodse campagne en Zjemtsjoezjina werd gearresteerd wegens 'verraad'. Hetzelfde lot viel ook andere Joodse vrouwen van hoge bolsjewieken ten deel, onder wie de echtgenotes van Kalinin, Poskrebysjev, Boedjonny en maarschalk Koelik). Ze werd veroordeeld tot vijf jaar verbanning in Kazachstan, en in 1953 opnieuw gearresteerd voor een nieuw showproces. Na de dood van Stalin in maart 1953, werd ze gerehabiliteerd.
- Bibsys: 13033732
- CiNii: DA07477941
- Gemeinsame Normdatei: 1070595195
- International Standard Name Identifier: 0000 0000 8313 2981
- Library of Congress Control Number: n92117355
- Nationale Bibliotheek van Israël: 987007514791505171
- Nederlandse Thesaurus van Auteursnamen: 133995941
- Système universitaire de documentation: 235487155
- Virtual International Authority File: 113203823
- WorldCat: E39PBJw8XPjBQJbBDcFTb8VjYP